# Hôpital Cochin
El Hôpital Cochin es un hospital de asistencia pública en la rue du Faubourg-Saint-Jacques, París. Alberga el centro central de tratamiento de quemaduras de la ciudad. El Hôpital Cochin es una sección de la Faculté de Médecine Paris-Cité. Conmemora a Jean-Denis Cochin, cura de la parroquia de Saint-Jacques-du-Haut-Pas y fundador de un hospital para los trabajadores y pobres de ese barrio de París.
Desde 1990, un centro de investigación biomédica, el Institut Cochin, está asociado con el hospital. Se reorganizó en 2002 para abarcar la investigación genética, la biología molecular y la biología celular, con una plantilla de unas 600 personas. Forma parte tanto del INSERM como del CNRS, integrado con la Universidad de París Cité.